# Vanessa sordida
Vanessa sordida är en fjärilsart som beskrevs av Fritsch 1913. Vanessa sordida ingår i släktet Vanessa och familjen praktfjärilar. Inga underarter finns listade i Catalogue of Life.